# J-оператор
J-оператор (оператор Лэндина) — программная конструкция, которая объединяет предшествующее λ-выражение с продолжением программы в текущий λ-контекст. Результатом действия этого оператора является объект первого класса, который может быть передан в другие функции в качестве аргумента или вычислен непосредственно.
Введён Питером Лэндином (англ. Peter Landin) в серии работ середины 1960-х работ, основная из которых была посвящена теоретическому языку программирования ISWIM, в котором оператор играл ключевую роль, обеспечивая реализацию изменяемого состояния, присваивание и механизм управления. Для реализации оператора Лэндин ввёл синтаксис, основанный на where-выражениях. Впоследствии этот синтаксис был реализован в реальном языке CPL.